# Виртанен, Ялмари Эрикович

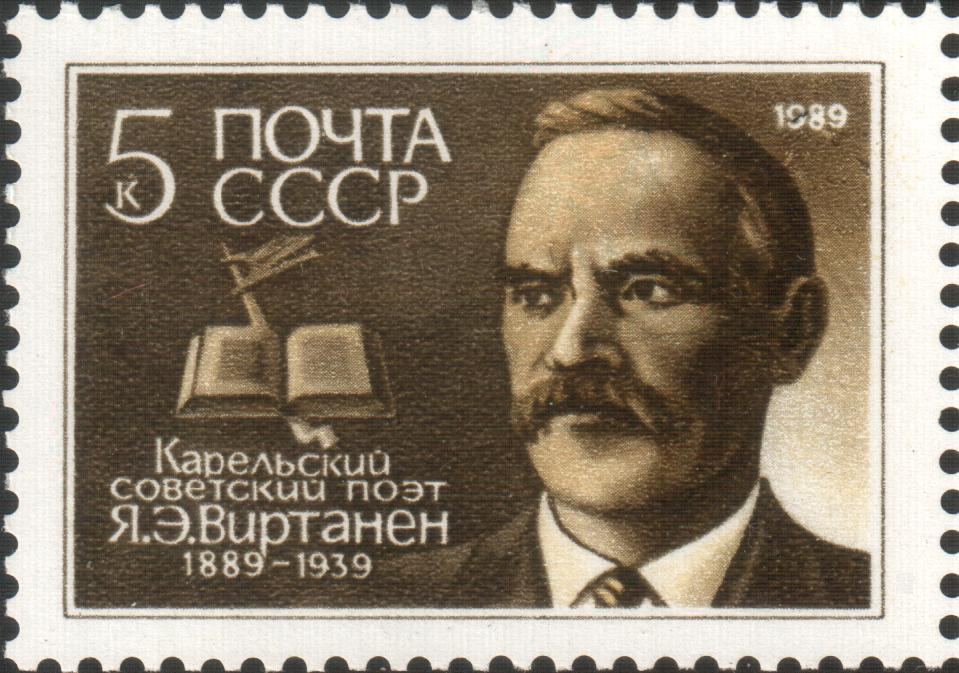
Почтовая марка СССР, 1989 год

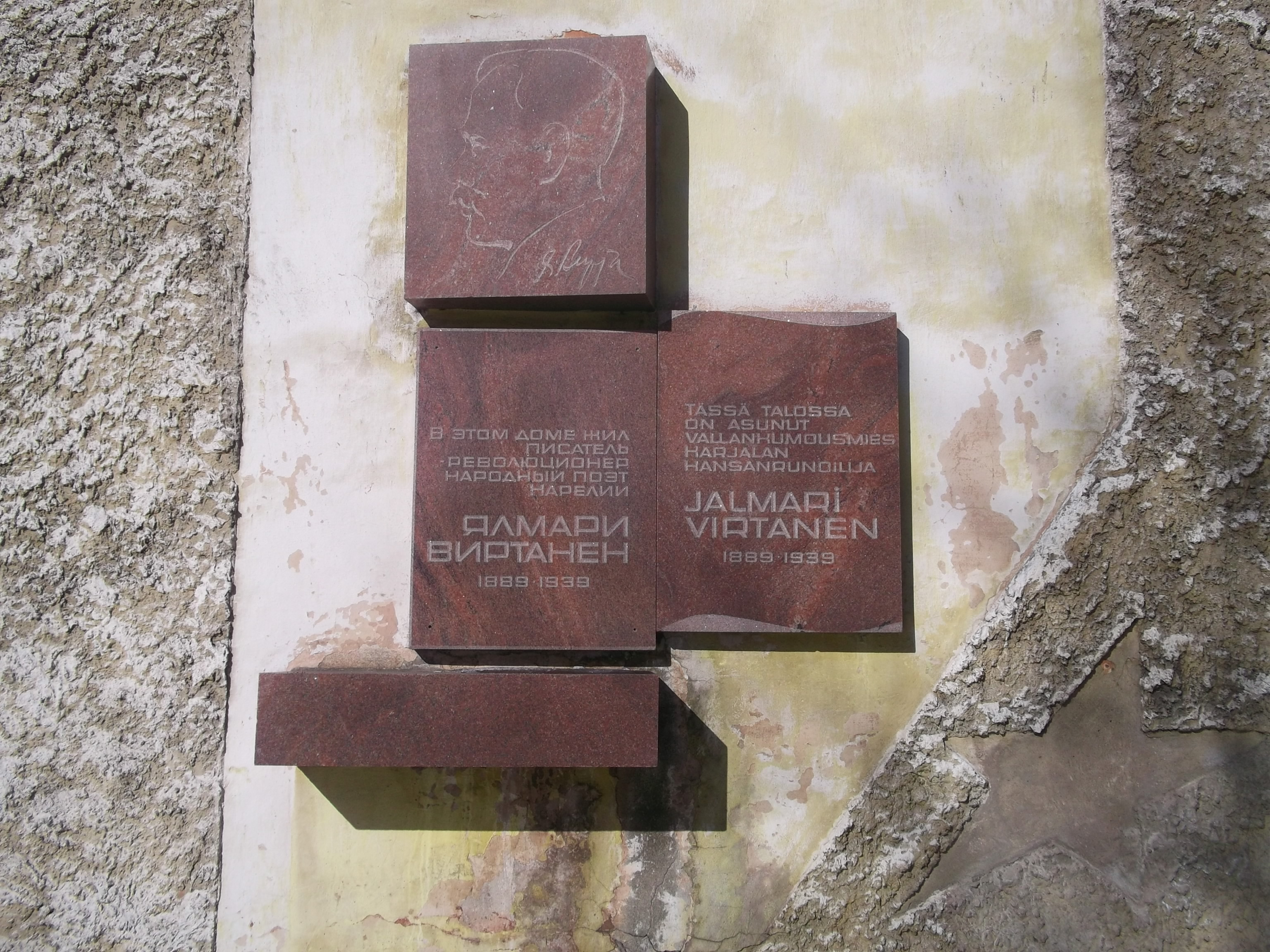
Мемориальная доска Я. Э. Виртанену в Петрозаводске

Я́лмари Э́рикович Ви́ртанен (фин. Jalmari Virtanen, 1889—1939) — советский поэт.
Один из организаторов литературного движения в Карелии. Свыше 10 лет возглавлял Карельскую писательскую организацию, редактор первого литературно-художественного журнала на финском языке «Punakantele» (с фин. — «Красное кантеле»), делегат первого Всесоюзного съезда писателей (1934). Член правлений Союза писателей СССР и Карельской АССР, член ЦИК Автономной Карельской ССР.

## Биография
Родился в семье лесопильщика. По национальности финн.
В 1901 году окончил народную школу. После смерти отца переехал в Петербург, работал токарем на заводе «Алтас», откуда был уволен в 1905 году за участие в революционных событиях. В 1908 году вступил в ряды Финской социал-демократической рабочей партии, участвовал в Февральской и Октябрьской революциях. Во время рабочей революции в Финляндии Виртанен был комиссаром по транспорту, содействовал финским красногвардейцам. После подавления революции бежал в Россию.
С 1921 года жил и работал в Петрозаводске.
В 1937 году, в составе делегации Союза писателей СССР, в которую входили Константин Федин, Алексей Новиков-Прибой, Александр Серафимович, Демьян Бедный, Всеволод Вишневский и Алексей Сурков, принимал участие в праздновании 800-летнего юбилея Шота Руставели в Тбилиси.
Арестован по ложному обвинению 14 февраля 1938 года. Осуждён Особой тройкой НКВД Карельской АССР от 11 апреля 1938 года по статья 58-2-11 УК РСФСР на срок 10 лет. Направлен в Севжелдорлаг Коми АССР.
Умер 2 апреля 1939 года. Реабилитирован 25 мая 1955 года Верховным судом СССР.

## Творчество
Печататься начал в рабочей газете (стихотворение «Поезд»). Писал о непосильном труде и о нищете простого народа. В стихах Виртанена воспеваются свободный труд советских людей, прекрасная природа северного края. Первый сборник «На досуге» (вступительная статья М. Горького) вышел в 1930 году. Опубликованы в переводе на русский язык сборники «Стихи» (1933), «Стихи» (1936), «Красное кантеле» (1937).
А. М. Горький о Ялмари Виртанене в предисловии к книге стихов поэта «На досуге»:

«Сатирик по отношению к прошлому, суровый реалист в настоящем и революционный романтик по отношению к видению и оценке будущего — вот таким, в моём представлении должен быть писатель — выходец из рабочего класса. Таким я считаю Ялмари Виртанена.»

Переводил на финский язык произведения Александра Пушкина, Янки Купалы, Корнея Чуковского, Николая Тихонова, Ярослава Гашека, Демьяна Бедного, Юрия Либединского.

## Память
- В Петрозаводске, на доме по ул. Куйбышева 18а установлена мемориальная памятная доска.
- В 1989 году была выпущена почтовая марка СССР, посвященная Виртанену.